# Juankar
Juan Carlos Pérez López (Boadilla del Monte, Madrid, 30 de marzo de 1990), más conocido como Juankar o Juan Carlos, es un futbolista español que juega de defensa y milita en el Aris Salónica F. C. de la Superliga de Grecia.

## Carrera
Comenzó su carrera en la Escuela de Fútbol Madrid Oeste Boadilla a la edad de seis años. En el año 2007 el Real Madrid lo incorporó a su equipo juvenil. Tras dos años jugando en las categorías inferiores, ascendió al Real Madrid Castilla en 2009. Debutó el 30 de agosto contra el Atlético de Madrid B en una derrota por 1-3. Marcó su primer gol el 8 de noviembre en una victoria sobre la Gimnástica de Torrelavega por 4-3.

### Real Madrid
El 28 de septiembre de 2010 fue convocado en el partido contra el Auxerre, de la Liga de Campeones de la UEFA, sin embargo no llegó a jugar el partido. Su debut se produciría el 3 de octubre en un partido de liga contra el Deportivo de La Coruña que fue ganado por 6–1 por el Real Madrid.
Ganó la Copa del Rey de la temporada 2010-2011

### Real Zaragoza
En la temporada 2011/12 llega al Real Zaragoza por cinco temporadas. Juan Carlos es fichado por una cantidad cercana a los 2'5 millones, mediante un fondo de inversión, que le vinculan en calidad de cedido por esas cinco campañas. El Real Madrid Club de Fútbol se guarda una opción de recompra durante dos años sobre el jugador.
Una vez acabada la temporada y tras conseguir la salvación con el equipo maño, el jugador afirma que llegó al Real Zaragoza cedido por el Sporting de Braga portugués, pero desconoce los años de esa cesión.

### Real Betis
Tras el término de la cesión en el Zaragoza, Juan Carlos de cara a la temporada 12/13 se marcha cedido al Real Betis también por el equipo portugués. Permaneció finalmente dos temporadas en el cuadro bético en las que tanto él como el equipo fueron de más a menos. El primer año se clasificó para la UEFA Europa League (debutó en competición europea) y la segunda temporada bajó a Segunda. En sus últimos partidos en el Betis acabó jugando como lateral izquierdo, posición en la que dijo sentirse más cómodo. En total jugó 52 partidos con el Betis en sus dos temporadas en los que solo consiguió marcar un gol, contra el Atlético de Madrid, aunque se dudaba si fue suyo o en propia puerta de Juanfran Torres.

### Granada C. F.
En julio de 2014 se acordó su cesión, esta vez al Granada Club de Fútbol.

### Málaga C. F.
El 17 de junio de 2015 el Sporting de Braga comunicó, a través de su página web, la cesión por una temporada con opción a compra al Málaga C. F.
Al año siguiente, se volvió a acordar la cesión al mismo club, cediendo este nuevamente a Ricardo Horta al club portugués.
Finalmente, el 19 de julio de 2017 el club andaluz lo fichó para las próximas cuatro temporadas a coste cero gracias al intercambio de Ricardo Horta al S. C. Braga.

### Grecia
El 9 de septiembre de 2020, tras lograr la carta de libertad, se marchó al Panathinaikos F. C. griego. Allí estuvo cuatro temporadas en las que disputó 129 partidos, marcó tres goles, dio quince asistencias y ayudó al club a ganar en dos ocasiones la Copa de Grecia. Siguió jugando en el país, ya que el 4 de septiembre de 2024 firmó por el Aris Salónica F. C.

## Clubes
| Club                         | País     | Año       | Partidos | Goles |
| ---------------------------- | -------- | --------- | -------- | ----- |
| Real Madrid C. F. "C"        | España   | 2008-2009 |          |       |
| Real Madrid Castilla C. F.   | España   | 2009-2011 | 48       | 12    |
| Real Madrid C. F.            | España   | 2010-2011 | 4        | 0     |
| Sporting de Braga            | Portugal | 2011-2017 | 10       | 0     |
| Real Zaragoza (cedido)       | España   | 2011-2012 | 26       | 3     |
| Real Betis Balompié (cedido) | España   | 2012-2014 | 52       | 1     |
| Granada C. F. (cedido)       | España   | 2014-2015 | 24       | 0     |
| Málaga C. F. (cedido)        | España   | 2015-2017 | 49       | 3     |
| Málaga C. F.                 | España   | 2017-2020 | 55       | 1     |
| Panathinaikos F. C.          | Grecia   | 2020-2024 | 129      | 3     |
| Aris Salónica F. C.          | Grecia   | 2024-     | 10       | 0     |

## Palmarés

### Títulos nacionales
| Título         | Club                | País   | Año  |
| -------------- | ------------------- | ------ | ---- |
| Copa de Grecia | Panathinaikos F. C. | Grecia | 2022 |
| Copa de Grecia | Panathinaikos F. C. | Grecia | 2024 |